# Wikcionario
El Wikcionario (contracción de wiki y diccionario; en inglés, Wiktionary) es un proyecto de diccionario libre de la Fundación Wikimedia, que contiene definiciones, traducciones, etimologías, sinónimos y pronunciaciones de palabras en múltiples idiomas. Está basado en la tecnología wiki, en particular mediante la utilización del software MediaWiki, y su contenido está protegido por las licencias libres GFDL y CC BY-SA.
El primer Wikcionario fue la versión en inglés, creada por Brion Vibber el 12 de diciembre de 2002, a la cual le siguieron poco después las versiones en francés y en polaco. El 1 de mayo de 2004, Tim Starling inicializó los sitios web donde se alojarían los respectivos Wikcionarios de cada idioma que tuviese una correspondiente Wikipedia, resultando en 143 nuevos Wikcionarios en total, incluido el español. El número de versiones llegó a 163 idiomas en enero de 2023.
Dentro de Wikipedia, la liga para vincular una palabra directamente al Wikcionario es :wikt:. Por ejemplo, para enviar al lector a la definición del término "diccionario", se escribe: [[:wikt:diccionario]].

## Historia
Wiktionary se puso en línea el 12 de diciembre de 2002. El 28 de marzo de 2004 se subieron otros idiomas, y comenzaron a crearse Wikcionarios en francés y polaco. Desde entonces se han empezado a usar Wikcionarios en muchos otros idiomas. El Wikcionario se alojó en un nombre de dominio temporal hasta el 1 de mayo de 2004, cuando cambió al nombre de dominio actual.
Al igual que otros proyectos que utilizan la tecnología wiki, el uso de bots para automatizar tareas está permitido en Wikcionario, aunque en ocasiones ha presentado problemas. Uno de los bots, autorizados denominado "ThirdPersBot", fue responsable de la adición de numerosas acepciones para conjugaciones de verbos en tercera persona, muchas de las cuales no habrían recibido su propia entrada en los diccionarios estándares. Por ejemplo, este bot definió "smoulders" como la "forma del presente simple en tercera persona singular de smolder". De las 1.269.938 definiciones que el Wiktionary inglés proporciona para 996.450 palabras inglesas distintas, 478.068 acepciones son definiciones de este tipo, es decir, que presentan una variación en la conjugación en lugar de un lema completamente único. Aun así, incluso quitando estas definiciones "redundantes", la cobertura del vocabulario inglés es significativamente mayor que la de los principales diccionarios monolingües de papel.
El Wikcionario en inglés no depende tanto de los bots comparado con otras ediciones. En el otro extremo se tiene por ejemplo a las versiones en francés y vietnamita del Wikcionario, que mediante el uso de bots importaron grandes secciones del Proyecto de Diccionario Vietnamita Libre (FVDP, por sus siglas en inglés), un proyecto que proporciona diccionarios bilingües de contenido gratuito desde y hacia el idioma vietnamita.

## Wikcionarios por número de ediciones

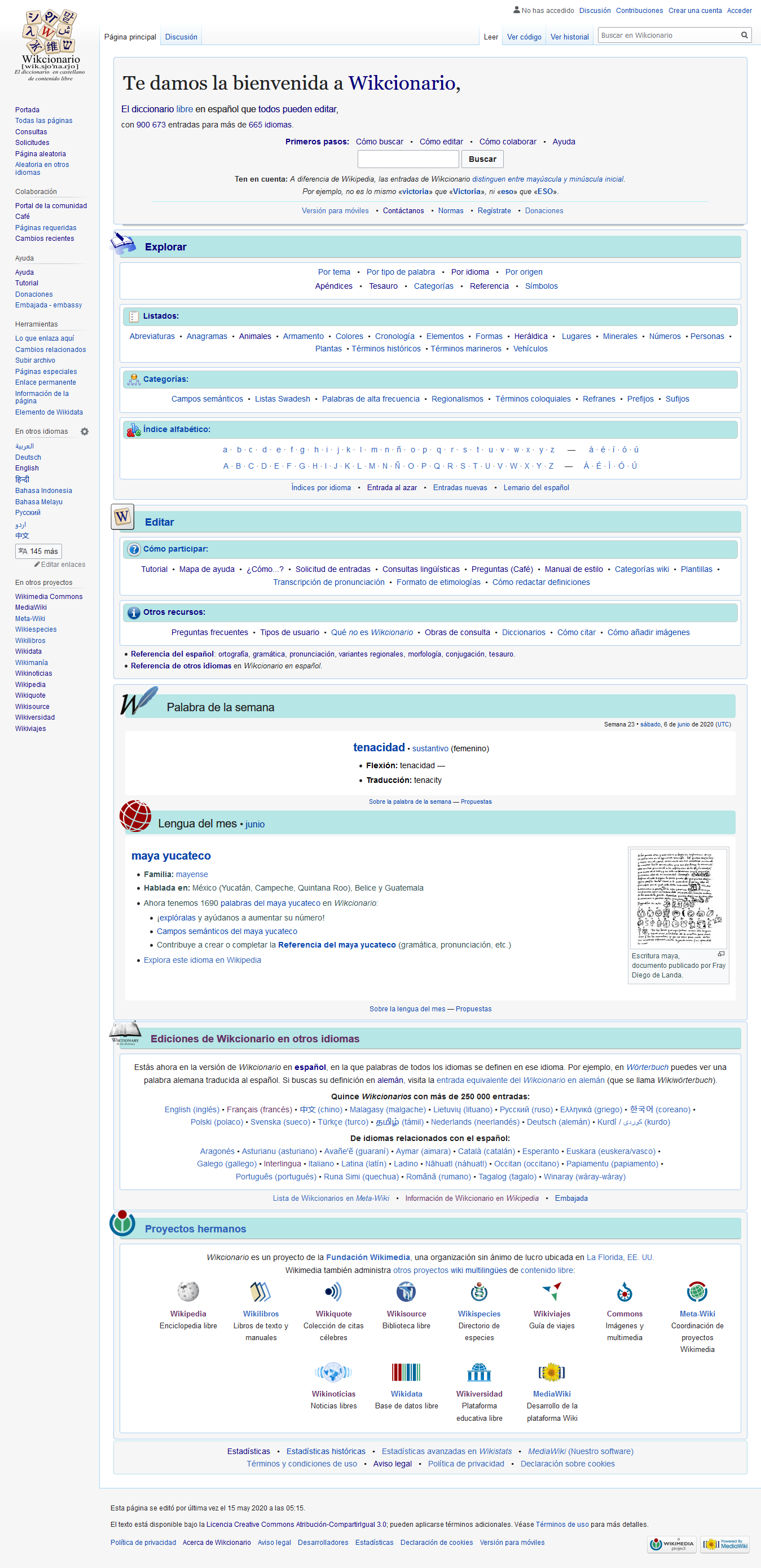
Portada de Wikcionario en español

| N.º | Idioma       | Idioma (local) | Wiki | Entradas  | Total   | Ediciones  | Admin. | Usuarios  | U. activos |
| --- | ------------ | -------------- | ---- | --------- | ------- | ---------- | ------ | --------- | ---------- |
| 1   | Inglés       | English        | en   | 3 864 670 | 4157311 | 34 630 169 | 104    | 2 092 359 | 1 123      |
| 2   | Malgache     | Malagasy       | mg   | 3 599 348 | 3622260 | 17 807 602 | 2      | 3 429     | 18         |
| 3   | Francés      | Français       | fr   | 2 607 628 | 2829147 | 18 708 445 | 31     | 132 134   | 404        |
| 4   | Serbo-Croata | Српскохрватски | sh   | 849 260   | 850505  | 1 330 407  | 5      | 1 839     | 6          |
| 5   | Español      | Español        | es   | 831 956   | 870 713 | 2 152 251  | 8      | 60 000    | 68         |
| 6   | Chino        | 中文           | zh   | 830 351   | 1328884 | 4 061 999  | 8      | 39 007    | 41         |
| 7   | Lituano      | Lietuvių       | lt   | 612 121   | 683187  | 1 561 821  | 3      | 5 424     | 13         |
| 8   | Ruso         | Русский        | ru   | 547 047   | 894425  | 4 554 872  | 9      | 128 767   | 179        |
| 9   | Polaco       | Polski         | pl   | 437 208   | 462746  | 4 646 651  | 15     | 40 567    | 103        |
| 10  | Griego       | Ελληνικά       | el   | 435 337   | 454742  | 3 677 455  | 4      | 16 414    | 47         |